# 望夫石
座標: 北緯22度21分34.75秒 東経114度10分47.24秒 / 北緯22.3596528度 東経114.1797889度

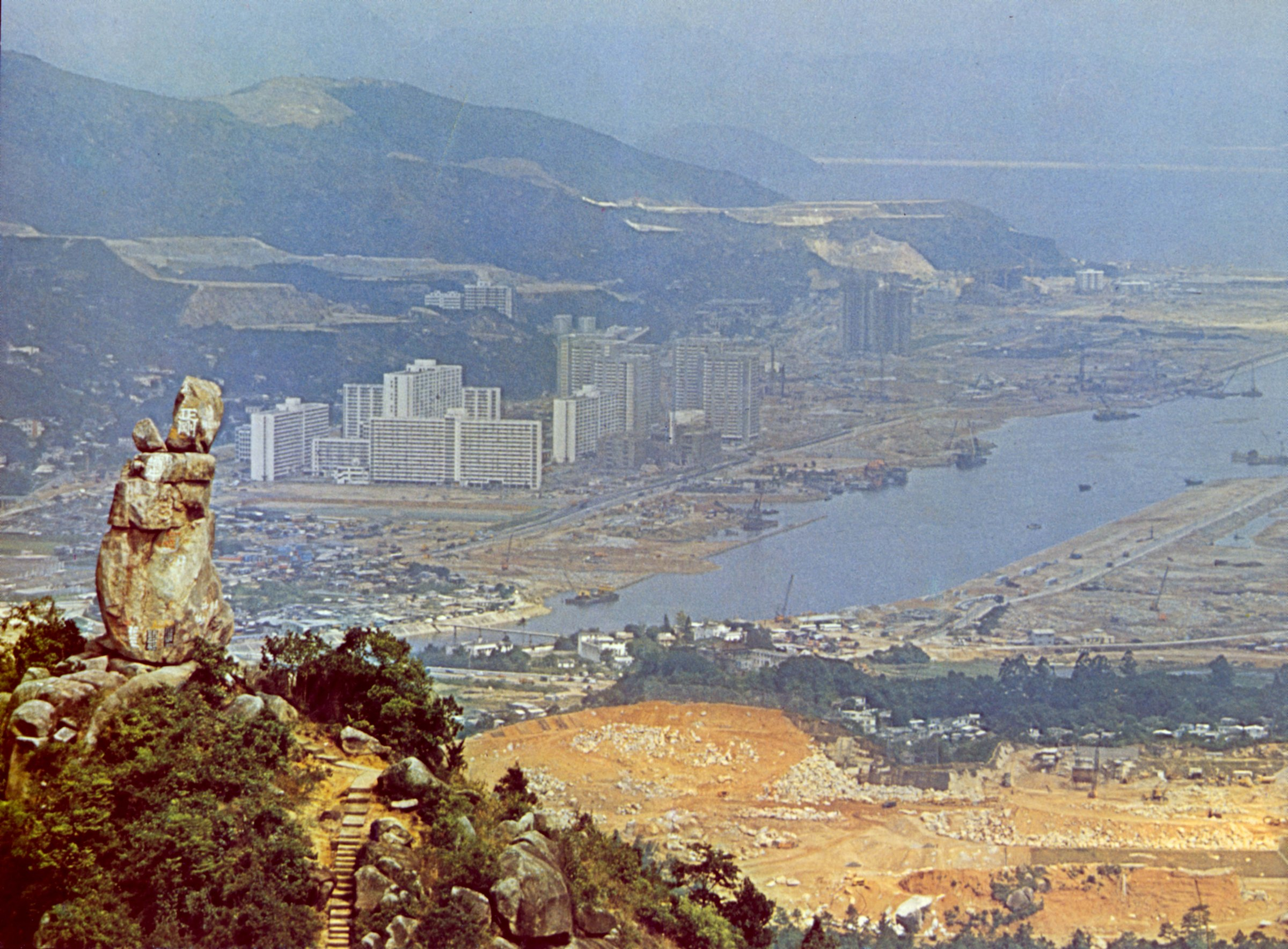
望夫石

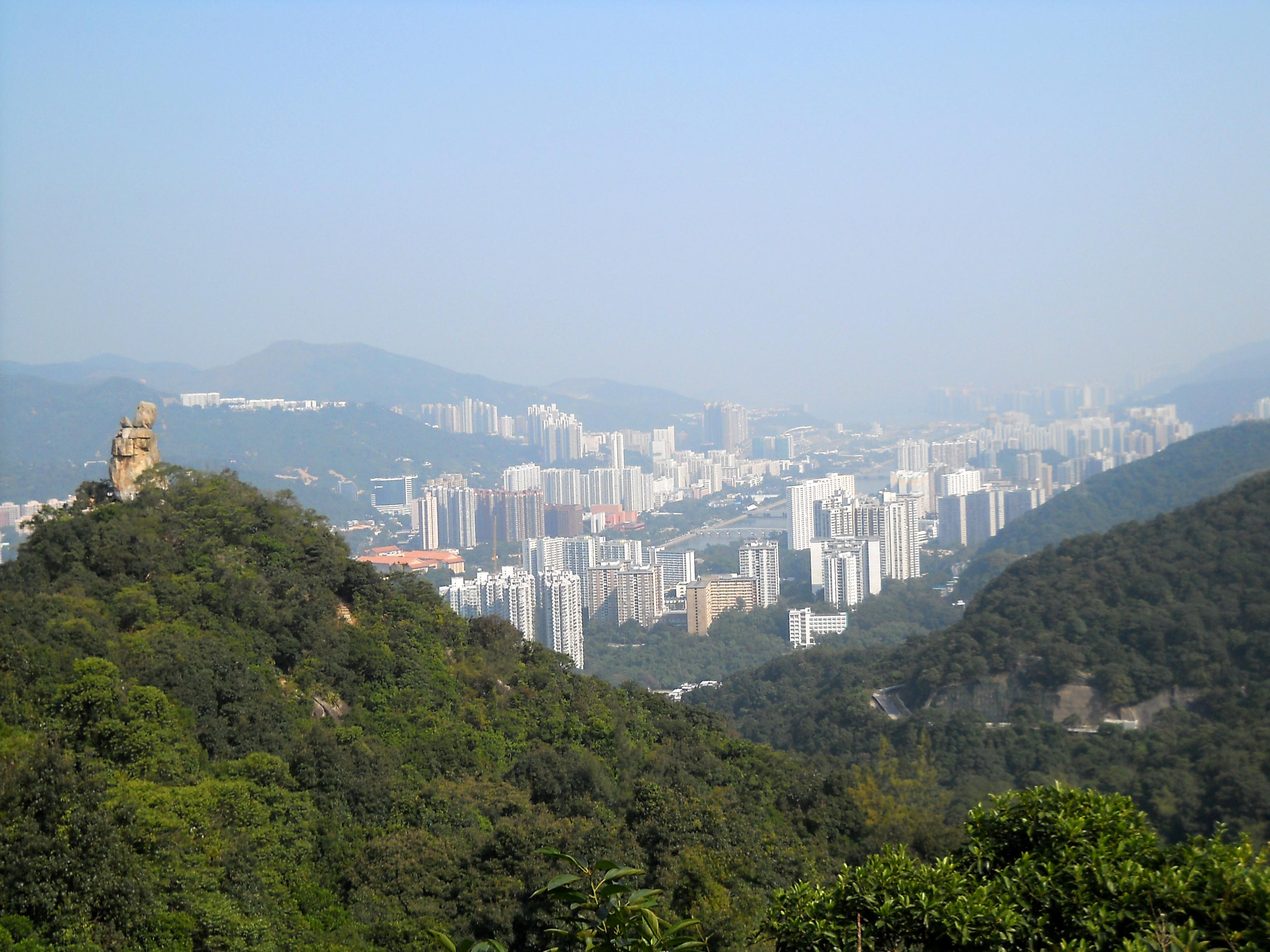
望夫石

望夫石（ぼうふせき、Amah Rock）は、香港の沙田区の丘の上にある自然にできた岩である。岩はおよそ15mの高さで、背中に赤ん坊をおんぶしている女性のように見える。獅子山郊野公園内の獅子山隊道公路の入り口の上にある。
伝説によると、ある漁師の妻は誠実であった。漁師は海で溺れて死んでしまったが、妻は夫の帰りを見つけるために、息子を背負って毎日この丘に登った。その誠実さが認められ媽祖（海神）により岩となった。そして、妻の魂は夫の魂と結ばれた。同じような伝説は中国全土に数多くあり、その中でも望夫石は有名なものの一つである。何人もの中国の詩人がこのような岩を詠んでいる。
望夫石は人気のある観光スポットで、沙田区全体を見渡すことができる。中国人女性の崇拝の場所でもあり、女性の忠実さと誠実さの象徴でもある。